# Les Âmes perdues (film, 2023)
Pour les articles homonymes, voir Les Âmes perdues et Âmes perdues (homonymie).
Pour plus de détails, voir Fiche technique et Distribution.
Les Âmes perdues est un film documentaire franco-allemand réalisé par Garance Le Caisne et Stéphane Malterre, sorti en 2023.
Le documentaire relate le long combat judiciaire que mènent des proches de victimes syriennes, disparues forcées ou mortes sous la tortures, pour que le régime de Bachar el-Assad réponde de ses crimes devant la justice.

## Synopsis
En 2014, sous pseudonyme, « César », un photographe légiste déserteur de la police militaire de Damas, exfiltre de Syrie plusieurs dizaines de milliers de photographies de suppliciés, qu'il a secrètement copiées sur des clés USB pendant deux ans. Anonyme, il témoigne de son rôle pendant la guerre civile syrienne, qui consistait à photographier chaque jour des dizaines de corps de détenus morts sous la torture ou exécutés dans les différentes branches des services de renseignement syriens. Ces images serviront de base de données aux proches de victimes de disparitions forcées pour leurs recherches. Les Âmes perdues suit les familles de victimes binationales et leurs avocats, qui, avec un groupe de militants des droits humains, tentent de saisir la justice en Europe, au long des rebondissements d’enquêtes et de procédures qui conduiront à l'émission de mandats d'arrêts contre les plus hauts responsables de l’administration de Bachar el-Assad pour crime contre l'humanité, montrant en creux la faiblesse des institutions internationales,,,.

## Fiche technique
- Titre : Les Âmes perdues
- Réalisation : Garance Le Caisne et Stéphane Malterre
- Musique : Gregor Keienburg, Raffael Seyfried
- Photographie : Thibault Delavigne
- Son : Armin Badde, Frédéric Commault
- Montage : Sébastien Touta
- Société de production : Les Films d'ici
- Pays de production :  France,  Allemagne
- Genre : documentaire
- Durée : 99 minutes
- Date de sortie :
  - France : 3 mai 2023

## Réalisation
Garance Le Caisne a déjà interviewé César lors de nombreux entretiens pour l'écriture de son livre Opération César, Au cœur de la machine de mort syrienne. Pendant cinq ans, la journaliste et le cinéaste Stéphane Malterre ont suivi les proches de victimes dans leur lutte interminable pour la justice : en Espagne, où une Syrienne risque sa vie pour porter plainte pour la mort de son frère, qu'elle a reconnu parmi les photos de César, avec le soutien de l'avocate des droits humains Almudena Barnabeu et grâce aux documents collectés par le CIJA, et en France, où Obeida Dabbagh, ingénieur franco-syrien, se bat, avec l'aide de l'avocate Clémence Bectarte, pour que les autorités s'occupent du cas de son frère et son fils, Mazen et Patrick Dabbagh, également binationaux franco-syriens, victimes de disparition forcée après avoir étés arrêtés par un service de renseignement du régime et morts sous la torture,,,,.

## Accueil

### Accueil critique
En France, le site Allociné donne la note de 3,9⁄5, après avoir recensé 10 critiques de presse.
Marianne Meunier (La Croix) déclare que les journalistes relatent « avec une grande justesse, un combat sans relâche, lourd de douleur et d’espoir, que mènent depuis plus de cinq ans des proches de victimes syriennes pour que le régime de Bachar Al Assad réponde de ses crimes devant les tribunaux ».
Pour Benjamin Puech (Le Figaro), « les efforts, les doutes et les douleurs de ceux qui, aidés par des avocats français ou espagnols, ont cherché à connaître le sort de leurs proches retenus dans les geôles de Bachar el-Assad. Plusieurs dizaines de milliers de personnes y ont disparu depuis 2011, assure ce film aussi poignant qu'éclairant. ».
Pour Baptiste Thion (Le Journal du dimanche), « ce sont leur engagement [aux victimes du régime syrien, ndlr], leur espoir, leurs douleurs et leurs interrogations que Garance Le Caisne (grand reporter au Journal du Dimanche) et Stéphane Malterre racontent à la manière d’un thriller, en suivant le puzzle international qui prend forme depuis cinq ans et connaît de multiples rebondissements. Les images sont parfois dures, mais les mots disent le besoin de réparation et la force de résilience. Passionnant et émouvant ».
Pour Emmanuelle Skyvington (Télérama), « la déception des principaux acteurs de la dénonciation des crimes du régime syrien est bien présente dans ce documentaire qui vient rappeler ces horreurs au moment où la normalisation des relations avec le dictateur Bachar el-Assad semble de plus en plus à l’ordre du jour ». Le film fait partie de coups de cœur de Télérama du festival Fipadoc,.
Pour Yohan Haddad (Première), « tourné et monté comme un film-enquête, Les Âmes perdues insuffle une terreur malsaine qui parvient à réveiller les consciences face aux immondices montrées à l’écran, qu’elles passent par les témoignages des proches des disparus comme par les images concrètes des photos vues sur ordinateur. Un regard passionnant et singulier sur un dossier hélas plus actuel que jamais ».
Pour Frédérik Detue, (Revue Esprit), « en accompagnant les « âmes perdues » dans leur long combat judiciaire, Stéphane Malterre et Garance Le Caisne dévoilent la portée politique de leur action. Ce que manifeste le film, en effet, c’est que, de ces démarches, dépend rien moins que la possibilité d’un monde commun ».
Amnesty International soutient le film « car les thématiques abordées résonnent avec son engagement de longue date visant à lutter contre l’impunité pour les crimes les plus graves », de même que la Ligue des droits de l'Homme.

### Box-office
| Pays ou région | Box-office    | Date d'arrêt du box-office | Nombre de semaines |
| -------------- | ------------- | -------------------------- | ------------------ |
| France         | 2 217 entrées | en cours                   | 1                  |

Pour son premier jour d'exploitation en France, Les Âmes perdues a réalisé 1 115 entrées, dont 903 en avant-premières, pour un total de 25 séances proposées. En comptant pour ce premier jour les avant-premières, le film se positionne en dixième place du box-office des nouveautés pour sa journée de démarrage, derrière Temps mort (1 496). Au bout d’une première semaine d’exploitation dans les salles françaises, le long-métrage totalise 2 217 entrées.